# Структура научных революций
Структура научных революций (англ. The Structure of Scientific Revolutions) — вторая монография Томаса Куна, вышедшая в 1962 году и представляющая собой анализ истории науки. Стала значительным событием в социологии знания, ввела в обиход термины парадигма и смена парадигм.
Основная идея книги — научное знание развивается скачкообразно, посредством научных революций. Любой критерий имеет смысл только в рамках определённой парадигмы, исторически сложившейся системы воззрений. Научная революция — это смена научным сообществом объясняющих парадигм.
Разошлась тиражом более миллиона экземпляров.
Ныне считается довольно устаревшей.

## История издания
Впервые работа была опубликована как монография в серии International Encyclopedia of Unified Science, затем в издательстве University of Chicago Press в 1962 году.
В 1969 году Кун добавил послесловие к книге, в котором он ответил на критические замечания к первому изданию.
Начало работы над книгой Кун датировал 1947 годом, когда он был студентом в Гарвардском университете и вёл курс «Наука» для гуманитариев младших курсов, используя исторические примеры. Позже Кун комментировал, что до этого момента он «не читал старых материалов по науке». «Физика» Аристотеля была поразительно не похожа на работу Исаака Ньютона в области понятий материи и движения. Вывод, сделанный Куном, состоял в том, что понятия Аристотеля не представляли собой «плохого Ньютона», а были другими.

## Содержание
Основным понятием книги является понятие «парадигмы», которая понимается как принятая модель или образец, а также как совокупность убеждений, ценностей, технических средств и т. д., которая характерна для членов научного сообщества. При этом парадигмой считаются и образцы спряжения латинских глаголов, и великие естественнонаучные теории типа классической механики, теории относительности или квантовой механики.
Те исследования, которые представители научного сообщества ведут в рамках текущей парадигмы, именуются «нормальной наукой». Нормальная наука не ставит себе цели создания новых теорий. Основной деятельностью нормальной науки является «решение головоломок», то есть задач, заведомо разрешимых в рамках принятой парадигмы.
Период нормальной науки заканчивается, когда встречается задача, которая не укладывается в рамки текущей парадигмы. Кун называет такую задачу «аномалией». Появление аномалии означает, что природа не укладывается в рамки принятой парадигмы. Исследование аномалий перерастает в кризис, то есть общее осознание научным сообществом несоответствия текущей парадигмы реальному положению вещей. В ответ на кризис начинают появляться новые теории, в результате чего формируется новая парадигма. Исследования, направленные на преодоление кризиса, именуются «экстраординарными». В результате экстраординарных исследований старая парадигма полностью или частично заменяется новой парадигмой, несовместимой со старой. Этот процесс называется «научной революцией».
- I. Введение. Роль истории.[10]
- II. На пути к нормальной науке[11]
- III. Природа нормальной науки
- IV. Нормальная наука как решение головоломок[12].
- V. Приоритет парадигм
- VI. Аномалия и возникновение научных открытий
- VII. Кризис и возникновение новых научных теорий
- VIII. Реакция на кризис
- IX. Природа и необходимость научных революций
- X. Революция как изменение взгляда на мир
- XI. Неразличимость революций
- XII. Разрешение революций
- XIII. Прогресс, который несут революции

## Публикации
- Kuhn T. The Structure of Scientific Revolutions. Chicago, 1962; 2ed. Chicago, 1970.
- Kuhn T. Reflections on my critics // Criticism and the Growth of Knowlege. Cambridge, 1970.

На русском языке
- Кун Т. Структура научных революций / Пер. с англ. И. З. Налетова; Общ. ред. и послесл. С. Р. Микулинского и Л. А. Марковой. — М.: Прогресс, 1975. — 288 с. — (Логика и методология науки).
- Кун Т. Структура научных революций / Пер. с англ. И. З. Налетова; Общ. ред. и послесл. С. Р. Микулинского и Л. А. Марковой. — 2-е изд.. — М.: Прогресс, 1977. — 300 с. — (Логика и методология науки).
- Кун Т. Структура научных революций / Сост. В. Ю. Кузнецов; Пер. с англ.: И. З. Налетов, В. Н. Порус, А. Л. Никифоров, О. А. Балла. — М.: АСТ, 2002. — 606 с. — (Philosophy). — ISBN 5-17-010707-2.
- Кун Т. Структура научных революций. М.: «АСТ», 2003. — 605 с. — ISBN 5-17-010707-2.
- Кун Т. Структура научных революций. М., 2009. — 310 с. — ISBN 978-5-17-059190-9.
- Кун Т. После “Структуры научных революций”. М., «АСТ», 2014. — 448 с. — ISBN 978-5-17-084744-0.
- Кун Т. Структура научных революций. М.: «АСТ», 2020. — 320 с. — ISBN 978-5-17-122824-8.

## Оценки и критика
Книга получила широкий резонанс. Она стала своего рода сенсацией как среди исследователей в различных предметных областях, так и среди историков науки. «Структура научных революций» является одной из самых цитируемых научных книг за всю историю науки.
Критическому разбору концепции Т. Куна в 1992 году посвятил главу своей книги «О физике и астрофизике» советский физик, будущий лауреат Нобелевской премии В. Л. Гинзбург. Своё отношение к книге Т. Куна Гинзбург резюмирует так: «Коротко говоря, если речь идёт о принципах и основных идеях, содержащихся в книге, то те из них, которые верны, представителям научного сообщества, скажем физиков, достаточно давно и хорошо известны». Причины этого Гинзбург видит в том, что история науки отстаёт от самой науки, и работа, полемизирующая с литературой по науковедению первой половины XX в., в 1975 году (год выхода первого русского издания) неизбежно окажется устаревшей.
Кроме того, по мнению Гинзбурга, работа обладает некоторыми недостатками фундаментального характера:
1. непонимание принципа соответствия и, конкретно, соотношения между старыми и новыми принципиальными теориями;
2. отсутствие в ряде случаев историзма или, другими словами, непонимание неоднородности развития науки;
3. отсутствие понимания настоящего современной науки и её устремлённости в будущее.

Высказывалась точка зрения, что концепция Куна смены парадигм не добавляет ничего принципиально нового к понятию научной революции как смены фундаментальных научных теорий.
Непонимание принципа соответствия
В качестве примера соотношения между старыми и новыми теориями Гинзбург пишет о классической механике как о старой теории и о теории относительности и квантовой механике как о новых теориях.
Классическая механика долгое время считалась законченной и полной теорией, пока не обнаружилось, что она имеет ограниченную область применимости — даёт правильные результаты только при пренебрежении релятивистскими и квантовыми эффектами. С точки зрения представлений Т. Куна это означает, что классическая механика ошибочна, так как не абсолютно точна: «… с точки зрения настоящей работы эти две теории совершенно несовместимы… Теория Эйнштейна может быть принята только в случае признания того, что теория Ньютона ошибочна».
По современным же научным представлениям это не только не даёт никаких оснований считать классическую механику ошибочной, но и позволяет считать её совершенно справедливой, однако лишь в некоторой области применимости. То же можно сказать и о теории относительности и квантовой механике, содержащих классическую механику в качестве некоторого предельного частного случая, но в свою очередь имеющих небезграничную область применимости (например, нерелятивистская квантовая механика пригодна лишь при пренебрежении релятивистскими эффектами).
Критиковались также релятивизм Куна при рассмотрении принципа соответствия и его точка зрения об отсутствии преемственности в науке.